# Tahitische Beachsoccer-Nationalmannschaft
Die tahitianische Beachsoccer-Nationalmannschaft der Männer vertritt Tahiti bzw. Französisch-Polynesien bei internationalen Beachsoccerwettbewerben und wird von der FTF und der FFF, dem Dachverband für Fußball in Tahiti, kontrolliert. Im Gegensatz zur Entwicklung der Fußballnationalmannschaft ist Tahitis Beachsoccermannschaft seit 2011 eines der stärksten Teams im weltweiten Beachsoccer. Bei der FIFA-Beachsoccer-Weltmeisterschaft 2013 schrieb das Team Geschichte, indem es sich als erste pazifische Nation für die K.-o.-Runde eines internationalen FIFA-Turniers qualifizierte. Bei der FIFA-Beachsoccer-Weltmeisterschaft 2015 schlug Tahiti Italien im Elfmeterschießen und war damit die erste pazifische Nation, die es jemals in ein Finale eines FIFA-Turniers schaffte. Es folgte ein weiterer Finaleinzug im Jahr 2017.

## Ergebnisse

### FIFA-Beachsoccer-Weltmeisterschaft
| Jahr                               | Runde              | Rang               | Spiele             | Gewonnen           | Gewonnen+          | Verloren           | Tore               | Gegentore          | Tordifferenz       |                    |
| ---------------------------------- | ------------------ | ------------------ | ------------------ | ------------------ | ------------------ | ------------------ | ------------------ | ------------------ | ------------------ | ------------------ |
| Beachsoccer-Weltmeisterschaft      |                    |                    |                    |                    |                    |                    |                    |                    |                    |                    |
| 1995 – 2004                        | nicht teilgenommen | nicht teilgenommen | nicht teilgenommen | nicht teilgenommen | nicht teilgenommen | nicht teilgenommen | nicht teilgenommen | nicht teilgenommen | nicht teilgenommen | nicht teilgenommen |
| FIFA-Beachsoccer-Weltmeisterschaft |                    |                    |                    |                    |                    |                    |                    |                    |                    |                    |
| 2005                               | nicht teilgenommen | nicht teilgenommen | nicht teilgenommen | nicht teilgenommen | nicht teilgenommen | nicht teilgenommen | nicht teilgenommen | nicht teilgenommen | nicht teilgenommen |                    |
| 2006                               | nicht qualifiziert | nicht qualifiziert | nicht qualifiziert | nicht qualifiziert | nicht qualifiziert | nicht qualifiziert | nicht qualifiziert | nicht qualifiziert | nicht qualifiziert |                    |
| 2007                               | nicht qualifiziert | nicht qualifiziert | nicht qualifiziert | nicht qualifiziert | nicht qualifiziert | nicht qualifiziert | nicht qualifiziert | nicht qualifiziert | nicht qualifiziert |                    |
| 2008                               | nicht teilgenommen | nicht teilgenommen | nicht teilgenommen | nicht teilgenommen | nicht teilgenommen | nicht teilgenommen | nicht teilgenommen | nicht teilgenommen | nicht teilgenommen |                    |
| 2009                               | nicht qualifiziert | nicht qualifiziert | nicht qualifiziert | nicht qualifiziert | nicht qualifiziert | nicht qualifiziert | nicht qualifiziert | nicht qualifiziert | nicht qualifiziert |                    |
| 2011                               | Gruppenphase       | 12.                | 3                  | 1                  | 0                  | 2                  | 6                  | 11                 | −5                 |                    |
| 2013                               | 4. Platz           | 4.                 | 6                  | 2                  | 1                  | 3                  | 26                 | 22                 | +4                 |                    |
| 2015                               | Vizemeister        | 2.                 | 6                  | 4                  | 1                  | 1                  | 32                 | 29                 | +3                 |                    |
| 2017                               | Vizemeister        | 2.                 | 6                  | 3                  | 1                  | 2                  | 20                 | 22                 | –2                 |                    |
| 2019                               | Gruppenphase       | 10.                | 3                  | 2                  | 0                  | 1                  | 16                 | 17                 | −1                 |                    |
| 2021                               | Viertelfinale      | 6.                 | 4                  | 2                  | 0                  | 2                  | 27                 | 24                 | +3                 |                    |
| Gesamt                             | 0 Titel            | −                  | 25                 | 12                 | 3                  | 10                 | 111                | 108                | +3                 |                    |

### Beachsoccer-Ozeanienmeisterschaft
| Jahr   | Runde | Rang | Spiele | Gewonnen | Gewonnen+ | Verloren | Tore | Gegentore | Tordifferenz |
| ------ | --- | --- | --- | --- | --- | --- | --- | --- | --- |
| 2006   | 3. Platz | 3. | 4 | 2 | 0 | 2 | 26 | 13 | +13 |
| 2007   | Spiel um Platz 3 | 4. | 4 | 1 | 0 | 3 | 17 | 25 | −8 |
| 2009   | 3. Platz | 3. | 4 | 2 | 0 | 2 | 21 | 17 | +4 |
| 2011   | Sieger | 1. | 3 | 2 | 0 | 1 | 11 | 12 | –1 |
| 2013   | Tahiti war zwar Titelverteidiger, konnte aber nicht antreten, da es sich als Gastgeber der folgenden WM-Endrunde auf einer Europa-Tournee befand, um gegen höherklassige Gegner zu spielen. | Tahiti war zwar Titelverteidiger, konnte aber nicht antreten, da es sich als Gastgeber der folgenden WM-Endrunde auf einer Europa-Tournee befand, um gegen höherklassige Gegner zu spielen. | Tahiti war zwar Titelverteidiger, konnte aber nicht antreten, da es sich als Gastgeber der folgenden WM-Endrunde auf einer Europa-Tournee befand, um gegen höherklassige Gegner zu spielen. | Tahiti war zwar Titelverteidiger, konnte aber nicht antreten, da es sich als Gastgeber der folgenden WM-Endrunde auf einer Europa-Tournee befand, um gegen höherklassige Gegner zu spielen. | Tahiti war zwar Titelverteidiger, konnte aber nicht antreten, da es sich als Gastgeber der folgenden WM-Endrunde auf einer Europa-Tournee befand, um gegen höherklassige Gegner zu spielen. | Tahiti war zwar Titelverteidiger, konnte aber nicht antreten, da es sich als Gastgeber der folgenden WM-Endrunde auf einer Europa-Tournee befand, um gegen höherklassige Gegner zu spielen. | Tahiti war zwar Titelverteidiger, konnte aber nicht antreten, da es sich als Gastgeber der folgenden WM-Endrunde auf einer Europa-Tournee befand, um gegen höherklassige Gegner zu spielen. | Tahiti war zwar Titelverteidiger, konnte aber nicht antreten, da es sich als Gastgeber der folgenden WM-Endrunde auf einer Europa-Tournee befand, um gegen höherklassige Gegner zu spielen. | Tahiti war zwar Titelverteidiger, konnte aber nicht antreten, da es sich als Gastgeber der folgenden WM-Endrunde auf einer Europa-Tournee befand, um gegen höherklassige Gegner zu spielen. |
| 2019   | Sieger | 1. | 5 | 0 | 0 | 0 | 56 | 12 | +44 |
| Gesamt | 2 Titel | 5/6 | 20 | 12 | 0 | 8 | 131 | 79 | +52 |

### Intercontinental Cup
| Jahr   | Runde              | Rang               | Spiele             | Gewonnen           | Gewonnen +         | Verloren           | Tore               | Gegentore          | Tordifferenz       |
| ------ | ------------------ | ------------------ | ------------------ | ------------------ | ------------------ | ------------------ | ------------------ | ------------------ | ------------------ |
| 2011   | Gruppenphase       | 8.                 | 3                  | 0                  | 0                  | 3                  | 7                  | 19                 | −12                |
| 2012   | Gruppenphase       | 6.                 | 3                  | 1                  | 0                  | 2                  | 8                  | 10                 | −2                 |
| 2013   | nicht teilgenommen | nicht teilgenommen | nicht teilgenommen | nicht teilgenommen | nicht teilgenommen | nicht teilgenommen | nicht teilgenommen | nicht teilgenommen | nicht teilgenommen |
| 2014   | nicht teilgenommen | nicht teilgenommen | nicht teilgenommen | nicht teilgenommen | nicht teilgenommen | nicht teilgenommen | nicht teilgenommen | nicht teilgenommen | nicht teilgenommen |
| 2015   | Vizemeister        | 2.                 | 5                  | 4                  | 0                  | 1                  | 23                 | 17                 | +6                 |
| 2016   | Halbfinale         | 4.                 | 5                  | 2                  | 0                  | 3                  | 25                 | 29                 | −4                 |
| 2017   | nicht teilgenommen | nicht teilgenommen | nicht teilgenommen | nicht teilgenommen | nicht teilgenommen | nicht teilgenommen | nicht teilgenommen | nicht teilgenommen | nicht teilgenommen |
| 2018   | Gruppenphase       | 8.                 | 5                  | 0                  | 1                  | 4                  | 22                 | 33                 | −11                |
| Gesamt | 0 Titel            | 5/8                | 21                 | 7                  | 1                  | 13                 | 85                 | 108                | –23                |

## Erfolge
- Beachsoccer-Weltmeisterschaft

Vizemeister: 2015, 2017
4. Platz: 2013
- Beachsoccer-Ozeanienmeisterschaft

Sieger: 2011, 2019

## Kader
Die folgenden Spieler wurden vom Trainer Teva Zaveroni für die FIFA-Beachsoccer-Weltmeisterschaft 2021 im August 2021 einberufen.
| Nr. | Pos. | Spieler              | Einsätze | Tore | Verein           |
| --- | ---- | -------------------- | -------- | ---- | ---------------- |
| 1   | TW   | Jonathan Torohia     |          |      | AS Manu-Ura      |
| 2   | MF   | Dylan Paama          |          |      | vereinslos       |
| 3   | ST   | Tamatoa Tetauira     |          |      | vereinslos       |
| 4   | AB   | Heimanu Taiarui      |          |      | AS Pirae         |
| 5   | ST   | Gervais Chan-Kat     |          |      | AS Arue          |
| 6   | MF   | Patrick Tepa         |          |      | AS Tiare         |
| 7   | ST   | Raimana Li Fung Kuee |          |      | AS Pirae         |
| 8   | MF   | Heiarii Tavanae      |          |      | AS Central Sport |
| 9   | MF   | Heirauarii Salem     |          |      | AS Pirae         |
| 10  | ST   | Tearii Labaste       |          |      | AS Pirae         |
| 11  | MF   | Teva Zaveroni        |          |      | AS Pirae         |
| 12  | TW   | Beo Revel            |          |      | AS Pirae         |
| 13  | MF   | Teaonui Tehau        |          |      | AS Vénus         |
| 14  | TW   | Gabriel Amau         |          |      | AS Tefana        |